# Тім Матавж
Тім Ма́тавж (словен. Tim Matavž; нар. 13 січня 1989, Шемпетер при Гориці, СФРЮ) — словенський футболіст, нападник хорватської «Гориці».

## Клубна кар'єра
Вихованець клубу «Більє», Тім Матавж в 2004 році перейшов в молодіжну команду клубу «Гориця», у складі якого і дебютував 2 роки по тому в чемпіонаті Словенії. Дебют був вдалим: молодий форвард в 30 матчах чемпіонату забив 11 м'ячів, звернувши на себе увагу скаутів іноземних клубів. На Тіма Матавжа претендувала «Фіорентина», але італійців випередив нідерландський «Гронінген», 30 серпня 2007 уклавши з форвардом контракт на 5 років.

## Кар'єра в збірній
Тім Матавж провів за молодіжну збірну Словенії 17 матчів, забивши 6 м'ячів. У 2009 році молодий форвард вперше був викликаний до основної національної збірної, У наступному році головний тренер збірної Матяж Кек включив Тіма Матавжа в число футболістів, викликаних у збірну на чемпіонат світу.

## Титули і досягнення
- Володар Кубка Нідерландів (1):

ПСВ: 2011-12
- Володар Суперкубка Нідерландів (1):

ПСВ: 2012
- Володар Кубка Кіпру (1):

«Омонія»: 2021-22